# Lestizza
Lestizza (friuli nyelven Listize) település Olaszországban, Friuli-Venezia Giulia régióban, Udine megyében. Lakosainak száma 3623 fő (2023. január 1.). Lestizza Bertiolo, Mortegliano, Pozzuolo del Friuli, Basiliano, Codroipo és Talmassons községekkel határos.

## Népesség
A település népességének változása:
| Lakosok száma | 3777 | 3771 | 3623 |
|               | 2017 | 2018 | 2023 |